# Episodi di The Knick (seconda stagione)
La seconda e ultima stagione della serie televisiva The Knick, composta da 10 episodi, è stata trasmessa sul canale statunitense Cinemax dal 16 ottobre al 18 dicembre 2015.
In Italia, la stagione è andata in onda in prima visione sul canale satellitare Sky Atlantic dal 26 ottobre al 28 dicembre 2015. È stata trasmessa in lingua originale sottotitolata in italiano dal 17 ottobre al 19 dicembre 2015, in simulcast con Cinemax.
Durante questa stagione entrano nel cast principale Zaraah Abrahams, Charles Aitken, LaTonya Borsay, Rachel Korine, Tom Lipinski e Michael Nathanson.
| n° | Titolo originale                       | Prima TV USA     | Prima TV Italia  |
| -- | -------------------------------------- | ---------------- | ---------------- |
| 1  | Ten Knots                              | 16 ottobre 2015  | 26 ottobre 2015  |
| 2  | You're No Rose                         | 23 ottobre 2015  | 2 novembre 2015  |
| 3  | The Best with the Best to Get the Best | 30 ottobre 2015  | 9 novembre 2015  |
| 4  | Wonderful Surprises                    | 6 novembre 2015  | 16 novembre 2015 |
| 5  | Whiplash                               | 13 novembre 2015 | 23 novembre 2015 |
| 6  | There Are Rules                        | 20 novembre 2015 | 30 novembre 2015 |
| 7  | Williams and Walker                    | 27 novembre 2015 | 7 dicembre 2015  |
| 8  | Not Well at All                        | 4 dicembre 2015  | 14 dicembre 2015 |
| 9  | Do You Remember Moon Flower?           | 11 dicembre 2015 | 21 dicembre 2015 |
| 10 | This Is All We Are                     | 18 dicembre 2015 | 28 dicembre 2015 |

## Ten Knots
- Titolo originale: Ten Knots
- Diretto da: Steven Soderbergh
- Scritto da: Jack Amiel e Michael Begler

### Trama
New York City, 1901. Al Knick ci sono stati alcuni cambiamenti: sulle condizioni di Thack emergono scarse e poco incoraggianti novità; Edwards ha assunto il ruolo di primario di chirurgia ad interim e, grazie al prezioso aiuto di Bertie, la qualità dell'ospedale sembra essere rifiorita. Anche Lucy ha mantenuto il suo lavoro come infermiera, pur rimanendo innamorata di Thack, continuando a spedire lettere all'ex primario, senza ottenere sue risposte. Everett è stato reintegrato, ma non si è ancora fatto vedere dal giorno della sua sospensione. Suor Harriett, invece, dopo essere stata scoperta dalla polizia a praticare aborti a pagamento, è stata arrestata e si trova in carcere.
Nonostante ciò, l'ospedale sarà presto trasferito in un nuovo edificio, che sorgerà in un altro quartiere di New York: ecco perché il consiglio di amministrazione è alla ricerca di un chirurgo che possa assumere stabilmente il ruolo di primario. Sebbene Edwards abbia presentato la sua formale candidatura, sostenuta da Henry Robertson, fratello di Cornelia, il resto del consiglio, tra cui Barrow, pare scettico e vorrebbe inserire nell'ospedale un nuovo medico, il dott. Mays (assunto soprattutto per le altolocate conoscenze che vanta, quindi per possibili fondi a beneficio del Knick), che si rivela sin da subito inadeguato anche per le più semplici operazioni.
A San Francisco, intanto, Cornelia riscontra difficoltà ad ambientarsi ad una vita monotona col marito Phillip, così come a rimanere incinta; intuito ciò, per tenere maggiormente sotto controllo la ragazza, il suocero Hobart decide di far trasferire nuovamente la coppia a New York, facendo alloggiare momentaneamente i due da lui. Cornelia pare felice di rivedere il fratello, così come Algernon.
Proprio Edwards, in seguito alla rissa nella quale era stato coinvolto, ha scoperto di essersi procurato un grave distacco della retina ad un occhio, trauma che inizia ad infastidirlo non poco sul lavoro. Rivoltosi ad un oculista, Algernon apprende che non vi è soluzione al suo problema, che rischia anzi di peggiorare rapidamente: l'unica terapia praticabile è molto rischiosa.
Cleary, che per puro caso non è stato arrestato dalla polizia in quanto non si trovava quel giorno con Suor Harriett, fa visita all'amica in carcere, promettendole di raccogliere dei soldi per poter pagare il miglior avvocato della città ed aiutarla ad uscirne; Everett, intanto, ha deciso di togliere la moglie Eleanor (tutt'altro che rinsavita) dal manicomio del dott. Cotton, affidandola alle cure della sorella di lei, Dorothy, arrivata apposta in città.
Lo stesso Gallinger, rifiutandosi di diventare un subordinato di Edwards al Knick, è intenzionato a far visita a Thack per constatarne la salute e proporgli di tornare all'ospedale: così si reca al Cromartie Hospital, la clinica nella quale l'ex primario è in cura, imbattendosi in un Thack totalmente irriconoscibile ed unicamente interessato alla dose giornaliera di eroina e cocaina somministratagli. Everett decide allora di compiere un gesto estremo: rapisce Thack e, dopo averlo legato, lo porta con sé su una barca in mezzo all'oceano Atlantico. Qui, gli prospetta due alternative: impegnarsi a sconfiggere la sua dipendenza e tornare a New York per riprendere il suo posto, oppure farla finita gettandosi in mare. Dopo momenti di iniziale rifiuto e sconforto, dovuti alle forti crisi di astinenza, Thackery si rianima, confidando all'amico il proprio desiderio di voler combattere il suo problema, vedendolo d'ora in poi come una malattia da curare. I due ripartono, dunque, per New York, non prima che Thack abbia l'inquietante allucinazione di una bambina che, in silenzio, lo fissa.
- Guest star: Todd Barry (Dentista), Gibson Frazier (Harold Prettyman), Arielle Goldman (Genevieve Everidge), Russell G. Jones (Oculista), Ben Livingston (Dr. William Mays), Maryann Plunkett (Madre superiora), Andrew Rannells (Frazier H. Wingo), Gary Simpson (Hobart Showalter), Frank Wood (Signor Havershorn), Perry Yung (Ping Wu).
- Altri interpreti: Morgan Assante (Addetta alla reception del Cromartie), Annabelle Attanasio (Dorothy Walcott), Michael Berresse (Rappresentante di Parke Davis), Gia Crovatin (Paziente del Cromartie), Ylfa Edelstein (Infermiera Baker), Wynn Harmon (Sindaco Robert Van Wyck), Timothy Hughes (Lottatore), Jeff Kim (Dottor Feng), Makenzie Leigh (Amy O'Connor), Jeff Mantel (Capo della banchina), Jerry Miller (Inserviente del Cromartie), Cliff Moylan (Agente di polizia corrotto), Lucas Papaelias (Eldon Pouncey), Corey Patrick (Agente di polizia), Richard James Porter (Monsignor Joseph Mills Lawlor), Zuzanna Szadkowski (Infermiera Pell), Ginger Taylor (Paziente), Mitchell Vallen (Otto), Erin Wilhelmi (Lottie).
- Ascolti USA: telespettatori 269 000[1]

## You're No Rose
- Titolo originale: You're No Rose
- Diretto da: Steven Soderbergh
- Scritto da: Jack Amiel e Michael Begler

### Trama
Thack ritorna al Knick assieme a Gallinger: il consiglio di amministrazione decide di riassumerlo, a condizione che l'ex primario sia periodicamente controllato in tutte le zone del corpo, per accertarsi che la sua dipendenza dalle droghe sia realmente solo un vecchio ricordo. Thack spiega al capitano Robertson il suo desiderio di essere meno impegnato in sala operatoria, volendosi concentrare su uno studio che gli permetta di capire le cause e le possibili soluzioni della dipendenza da cocaina ed eroina, scoperta che rilancerebbe il Knick come ospedale all'avanguardia.
Lucy, informata del ritorno di Thack, va a salutarlo nel suo ufficio, desiderosa di riprendere la sua storia d'amore con l'uomo. Il dottore, tuttavia, la frena, facendole presente che la loro relazione è stata deleteria, soprattutto per la giovane, perciò deve finire. Lucy, disperata, confida a Thack di essere stata incaricata da Barrow di eseguire le ispezioni corporali sul dottore, essendo la Elkins a conoscenza di tutte le parti del corpo dove Thack era solito iniettarsi la droga.
Edwards, dopo avere affidato l'ennesima operazione ai suoi collaboratori, nascondendo il suo problema all'occhio, commenta con Bertie il ritorno di Thack. Bertie stesso è ancora adirato con l'ex primario, e si reca nel suo ufficio consegnandogli una lettera di dimissioni; Thack cerca di scusarsi col giovane amico, rivelandogli che, benché non più vergine, Lucy è rimasta pura nell'animo, ed ora è libera e pronta per Bertie. Quest'ultimo, non a conoscenza del fatto che l'infermiera e Thack avessero avuto un rapporto sessuale, si infuria ancora di più, andandosene.
Barrow, nel frattempo, sta a sorpresa soddisfacendo in anticipo tutti i suoi debiti con Ping Wu: il trafficante propone all'uomo di far visitare gratuitamente le prostitute del suo locale al Knick, in cambio di uno sconto sul debito stesso. Barrow accetta, incaricando Lucy ed il dr. Mays della cosa. Cornelia, intanto, giunta al Knick per incontrare la moglie di Barrow, apprende che Jacob Speight (l'ispettore della sanità con cui aveva collaborato) è stato ritrovato morto nell'East River.
Cleary ha trovato un ottimo avvocato per difendere suor Harriett (nel frattempo diventata nuovamente Rose Dolan, non essendo più suora). Tuttavia, ha problemi nel pagarlo, così mette in piedi un giro di scommesse, che però non va a buon fine. Cornelia va dal detective Satterlee, chiedendo informazioni sulla morte di Speight: le viene detto che l'uomo è annegato, essendo altamente ubriaco, circostanza cui la giovane Robertson non crede, sapendo che l'ispettore era astemio. Allora, chiama Edwards, chiedendogli se sia possibile verificare quanto detto da Satterlee con un'autopsia, che dovrebbe essere eseguita in segreto da Algernon. Quest'ultimo è però preoccupato, a maggior ragione dopo aver scoperto che Speight è già stato sepolto.
Thack, alle prese con il suo studio, continua ad avere allucinazioni riguardanti la stessa bambina, che si rivela essere la giovanissima paziente a cui un'errata trasfusione di un Thackery in astinenza da droga era costata la vita. (Crutchfield, stagione 1). Il primario si reca nello studio di Edwards, confidandogli di aver intuito che Algernon ha un problema, continuando, questo, a delegare interventi agli altri (compreso Gallinger, con cui ha sempre avuto un pessimo rapporto): Edwards, quindi, gli rivela il suo segreto, dicendo a Thack che il problema potrebbe essere risolto con una rischiosissima operazione di elettrocoagulazione dei liquidi della retina; Algernon chiede a Thack di eseguirla, essendo il primario una persona di cui si fida. Thackery accetta di operarlo per la tarda sera stessa, in modo da mantenere il segreto.
Cornelia, determinata a far luce sulla morte di Speight, ma non ottenendo il permesso di riesumarne il corpo, ingaggia Cleary per fare ciò illegalmente. L'autista ne approfitta per mettere la Robertson a conoscenza della situazione di suor Harriett, chiedendo alla giovane un aiuto economico per permettergli di pagare l'avvocato Whitting. I due, alla fine, scoprono che all'interno della bara non v'è traccia del corpo di Speight (probabilmente già decomposto essendo stato trovato in acqua).
Thack, intanto, è pronto per operare Edwards, ma, nel prepararsi, assiste all'ennesima allucinazione della bambina. Il primario, in procinto di incidere l'occhio di Algernon, sembra inaspettatamente scosso e titubante. Edwards, accortosi di ciò, decide di interrompere l'operazione, e nell'alzarsi bruscamente viene ferito al volto di striscio dal bisturi di uno sconvolto Thackery.
- Guest star: Colman Domingo (Dr. Russell Daniels), Ben Livingston (Dr. William Mays), Jefferson Mays (Avvocato Whitting), Lucas Papaelias (Eldon Pouncey), Molly Price (Effie Barrow), Alexandra Roxo (Cate), Suzanne Savoy (Victoria Robertson), Gary Simpson (Hobart Showalter), Stephen Spinella (A.D. Elkins), Frank Wood (Signor Havershorn), Perry Yung (Ping Wu).
- Altri interpreti: Happy Anderson (Jimmy), Michael Beresse (Rappresentante di Parke Davis), Johanna Day (Eunice Showalter), Christopher Dalbey (Autista), David Destefano (Lottatore), Ylfa Edelstein (Infermiera Baker), John Treacy Egan (Detective Satterlee), Ying Ying Li (Lin-Lin), John O'Creagh (Ufficiale di Tammany Hall), Richard James Porter (Monsignor Joseph Mills Lawlor), Briana Pozner (Gwynnie Showalter), Lucas Caleb Rooney (Signor Karwoski), Zuzanna Szadkowski (Infermiera Pell), Ginger Taylor (Paziente), Yury Tsykun (Signor Tibor), Mitchell Vallen (Otto).
- Ascolti USA: telespettatori 229 000[2]

## The Best with the Best to Get the Best
- Titolo originale: The Best with the Best to Get the Best
- Diretto da: Steven Soderbergh
- Scritto da: Jack Amiel e Michael Begler

### Trama
Thack ha ripreso rapidamente ad utilizzare cocaina ed eroina, inalandola e non più iniettandola, per non farsi scoprire. Bertie, intanto, ha trovato lavoro nell'ospedale del dott. Zinberg, il Mount Sinai, dedicandosi, su ordine del primario,  ad un lavoro di laboratorio sulla neo scoperta adrenalina. Qui, Bertie conosce Genevieve Everidge, una giornalista di origini ebraiche, con la quale sorge una certa amicizia.
Cornelia, convinta che il corpo di Speight sia stato trafugato di proposito da altri, confida la sua idea ad Edwards. La donna ha intenzione di riprendere la sua relazione con il medico che, al contrario, non sembra così convinto. Volendo tenere fede alla promessa fatta a Cleary, Cornelia rivela a Phillip di voler aiutare suor Harriett con le spese per il processo, ma il marito, che vorrebbe avere un figlio, reagisce bruscamente, non capendo come la moglie voglia sostenere una persona accusata di eseguire aborti a pagamento, e la esorta a stare alla larga dalla ex suora.
Everett è pronto ad accogliere nuovamente a casa la moglie Eleanor. La cognata, Dorothy, manifesta a Gallinger tutta la sua preoccupazione per le condizioni di salute della sorella, che stanno pregiudicando l'onore della famiglia di Eleanor. Everett, convinto che le cose miglioreranno, partecipa ad una serata in compagnia dei vecchi compagni di studi, rimanendo particolarmente colpito da un discorso di uno di questi sull' eugenetica.
Lucy, desiderosa di togliersi un peso dalla coscienza, confessa al padre, reverendo, durante una sua messa, dei suoi trascorsi con Thack. L'uomo, una volta a casa, malmena violentemente la giovane infermiera, per punirla per ciò che ha commesso. Thack, intanto, fa visita ad Abigail Alford (The Busy Flea, stagione 1), scoprendo che la donna sta giungendo alla fase terminale della malattia; il chirurgo, inoltre, viene a sapere che una ragazza del Cromartie è morta di overdose da eroina, così chiede ai genitori della giovane di poter utilizzare il suo corpo per la ricerca sugli effetti delle droghe che vuole portare avanti.
Barrow, sempre innamorato di Junia, la prostituta che continua a frequentare, confida alla ragazza di essere insofferente, non potendo averla sempre per sé: la giovane, però, gli dice di amarlo e di desiderarlo come suo uomo. Thack, nel frattempo, va alla ricerca di Edwards, ora che la ricerca sugli effetti delle droghe può ufficialmente cominciare. L'ex primario chiede, inoltre, ad Algernon di aiutarlo a trovare una cura per la sifilide, volendo aiutare Abigail. Questo frustra Everett, che rinfaccia a Thack di averlo salvato; il chirurgo, pur dicendosi riconoscente, evidenzia come Edwards sia indubbiamente uno dei migliori medici in circolazione,  più adatto per le ricerche in questione, invitando l'amico a non provare invidia nei confronti di Algernon.
Edwards, intanto, una volta a casa, riceve la visita di una donna, Opal, che si presenta ai genitori del dottore come la moglie del giovane. Algernon, sconvolto, così come i suoi parenti, per la comparsa della donna, ammette il suo segreto.
- Guest star: Phil Burke (Medico), Will Brill (Leo Guggenheim), Michael Cumpsty (Giudice Parkinson Bothamly), Jennifer Ferrin (Abigail Alford), Gibson Frazier (Harold Prettyman), Arielle Goldman (Genevieve Everidge), Jefferson Mays (Avvocato Whitting), Andrew Rannells (Frazier H. Wingo), Anthony Rapp (Dr. Thurman Drexler), Stephen Spinella (A.D. Elkins).
- Altri interpreti: Happy Anderson (Jimmy), Annabelle Attanasio (Dorothy Walcott), Jason Babinsky (Medico del Mount Sinai Hospital), Tyler Caffall, Jarlath Conroy (Ipnotizzatore), Gia Crovatin (Paziente del Cromartie), Ylfa Edelstein (Infermiera Baker), Marshall Elliot, Miranda Gruss (Zoya), Rebecca Gruss (Nika), Sydney Hollis (Bailiff), Joshua Johnson, Nicole Kontolefa, David Kubicka (Griscom), Ben Livingston (William Mays), James Lyden, Kate MacCluggage (Mary), Jerry Miller (Inserviente del Cromartie), Ciaran O'Reilly, Lucas Papaelias (Eldon Pouncey), Alexandra Roxo (Cate), David Sedgwick (Signor Horner), Zuzanna Szadkowski (Infermiera Pell), Mitchell Vallen (Otto), Gillian Williams (Henny).
- Ascolti USA: telespettatori 202 000[3]

## Wonderful Surprises
- Titolo originale: Wonderful Surprises
- Diretto da: Steven Soderbergh
- Scritto da: Jack Amiel e Michael Begler

### Trama
Edwards e Opal hanno un confronto nell'appartamento del dottore: Algernon spiega alla moglie le situazioni del recente passato, scusandosi con la donna e proponendole di pagarle le spese per il divorzio; Opal, invece, decide di rimanere con Edwards, ed in seguito fa la conoscenza di Cornelia, che resta scossa ed imbarazzata dall'incontro.
Durante un intervento, il dott. Mays ha un incidente e prende letteralmente fuoco, perdendo la vita. In suo onore, Barrow decide di istituire un fondo a favore del nuovo Knick. In realtà, anche questa manovra dell'amministratore ha un secondo fine: arricchire Barrow stesso. Quest'ultimo, nel frattempo, viene contattato da un boss di Tammany Hall, il quale ha compreso le manovre speculative di Barrow nella costruzione del nuovo ospedale: chiudere appalti a prezzi gonfiati, per ricavarne percentuali. Il boss, per questo motivo, propone a Barrow di riconoscergli il 15% dei suoi ricavi, in cambio di protezione politica ed istituzionale, accordo che Barrow accetta.
Lucy, andando a far visita a suor Harriett, le confida di essere stanca dei soprusi degli uomini nei suoi confronti. Cleary, intanto, aiutato da Cornelia, ha radunato tutte le donne di alto bordo che si erano rivolte a lui per abortire, minacciandole di rivelare il loro segreto se il processo contro suor Harriett dovesse proseguire. Grazie a ciò, Cleary ottiene che le donne facciano pressione sul giudice per annullare il processo, e suor Harriett viene scarcerata.
Uscita di casa in un momento di distrazione della sorella, Eleanor viene rapinata da un gruppo di piccoli ladri immigrati: ciò fa infuriare Everett (che precedentemente aveva avuto a che ridire con una madre di origine greca), che, rincontrandosi con l'amico di studi che gli aveva parlato dell'eugenetica, sembra sempre più convinto dalle teoria di questa. Bertie, nel frattempo, scopre che la madre ha un tumore all'esofago ritenuto non operabile ma, contrariamente al parere del padre e del dott. Zinberg, non sembra per niente rassegnato.
Thack ed Edwards sono pronti a sperimentare la cura per la sifilide su Abigail: i due hanno intenzione di alzare la temperatura corporea della donna, ritenendo che ad alte temperature il germe della sifilide sia curabile. Ciò, però, sottopone la donna ad evidenti sofferenze, tanto che Edwards è molto scettico sulla buona riuscita della procedura, temendo la morte della paziente. Thack, tuttavia, non si rassegna, alzando ulteriormente la temperatura dell'ex compagna.
Cornelia si introduce nell'appartamento di Speight, per cercare ulteriori prove sulla sua misteriosa scomparsa; prende con sé documenti utili, senza accorgersi di essere pedinata da un uomo. Nel frattempo, Abigail si risveglia: il trattamento è andato a buon fine.
- Guest star: Michael Cumpsty (Giudice Parkinson Bothamly), Linda Emond (Anne Chickering), Jennifer Ferrin (Abigail Alford), Rachel Annette Helson (Susie), Ben Livingston (Dr. William Mays), Molly Price (Effie Barrow), Anthony Rapp (Dr. Thurman Drexler), Reg Rogers (Dr. Bertram Chickering, Sr.), Erin Wilhelmi (Lottie).
- Altri interpreti: Happy Anderson (Jimmy), Annabelle Attanasio (Dorothy Walcott), Lily Brahms (Clara Chickering), Blair Busbee (Donna in società 1), Helen Cespedes (Donna in società 2), Libby Collins (Vicina di Speight), Johanna Day (Eunice Showalter), Colman Domingo (Russell Daniels), Wally Dunn (Dr. Grindin), Ylfa Edelstein (Infermiera Baker), Eleni Fuiaxis (Signora Gianoulis), Jenna Gavigan (Donna in società 3), Sydney Hollis (Bailiff), Brian Kerwin (Corky), Emily Kinney (Infermiera Daisy Ryan), Joseph McKenna (Pedinatore di Cornelia), Aedin Moloney (Suor Mary Michael), John O'Creagh (Ufficiale di Tammany Hall), James Joseph O'Neil, Ciaran O'Reilly, Zachary Phillips (Wendell), Alexandra Roxo (Cate), Suzanne Savoy (Victoria Robertson), Britian Seibert (Donna in società 4), Gary Simpson (Hobart Showalter), Athan Sporek (Paulo), Forrest Weber (Poliziotto), Frank Wood (Signor Havershorn), Annie Young (Infermiera Howland).
- Ascolti USA: telespettatori 166 000[4]

## Whiplash
- Titolo originale: Whiplash
- Diretto da: Steven Soderbergh
- Scritto da: Steven Katz

### Trama
Un'esplosione nel cantiere della nuova metropolitana in costruzione comporta un'emergenza per tutto lo staff del Knick. Anche Lucy viene incaricata da Thack di prendersi cura di alcuni pazienti. Henry Robertson, socio dell'impresa per la creazione della metropolitana, preoccupato per le conseguenze del suo investimento, ordina a Barrow che l'ospedale non chieda soldi alle famiglie degli operai curati.
Thack, intanto, dopo aver riaccompagnato a casa Abigail, sottopone un uomo, dipendente da morfina, ad un'operazione al cervello, stimolandolo elettricamente, alla ricerca della porzione di cervello che, ritiene, induca l'organismo alla dipendenza. Effettivamente, dopo averne trovata una che pare rispondere agli impulsi elettrici, la rimuove, convinto di aver raggiunto il suo obiettivo.
Bertie, incontrando Edwards, lo mette al corrente della situazione della madre, chiedendogli un consiglio. Algernon, allora, lo indirizza ad una recente pubblicazione di Pierre Curie, che Genevieve traduce per Chickering dal francese. Bertie sottopone la novità al padre, il quale lo invita a procedere, pur di salvare la vita alla moglie.
Henry apprende che, in seguito all'incidente nel cantiere, l'impresa dovrà riconoscere alle famiglie delle vittime e dei feriti un'ingente somma a titolo di risarcimento. Il giovane, allora, che continua a tenere all'oscuro il padre dell'investimento fatto, avendo venduto delle navi della famiglia per poterlo sostenere, si incontra proprio col capitano Robertson, suggerendogli di vendere ulteriormente navi per tuffarsi in nuovi investimenti, tuttavia il padre, mostrandogli un articolo di giornale riguardante proprio la vicenda della metropolitana, si oppone.
Cornelia, nel frattempo, ha scoperto che, in uno dei documenti ritrovati a casa di Speight vi è il nome di una persona che apprende essere un immigrato affetto dalla peste bubbonica, su cui, evidentemente, l'ispettore stava indagando. Gallinger, ormai persuaso dalle teorie dell'eugenetica, propone a Thack un rimedio per curare la dipendenza dalla droga: sterilizzare i soggetti dipendenti, affinché non si possano riprodurre. Questo, naturalmente, sconvolge sia il primario, sia Edwards.
Barrow, dopo aver rifiutato le avance della moglie per recarsi da Junia, si accorda con Ping Wu, cui ha ripagato interamente il debito, per una cifra con la quale "riscattare" la giovane prostituta. Thack, intanto, si rende conto di aver sbagliato i suoi calcoli quando, risvegliando l'uomo cui aveva tolto un pezzo di cervello, si rende conto che, questo, non risponde minimamente ai suoi stimoli. Gallinger, accordatosi col direttore di un orfanotrofio per immigrati, affine alle sue ideologie, comincia a sterilizzare i bambini dell'istituto.
- Guest star: Linda Emond (Anne Chickering), Jennifer Ferrin (Abigail Alford), Gibson Frazier (Harold Prettyman), Arielle Goldman (Genevieve Everidge), Emily Kinney (Infermiera Daisy Ryan), Ntare Guma Mbaho Mwine (D.W. Garrison Carr), Molly Price (Effie Barrow), Anthony Rapp (Dr. Thurman Drexler), Reg Rogers (Dr. Bertram Chickering, Sr.), Perry Yung (Ping Wu).
- Altri interpreti: Lily Brahms (Clara Chickering), Phil Burke (Medico), Dara Coleman, Lizzy DeClement, Colman Domingo (Russell Daniels), Ylfa Edelstein (Infermiera Baker), John Treacy Egan (Detective Satterlee), Brian Faherty (Capo dei pompieri Croker), Caitlin Kinnunen (Suzy), Thomas Kopache (Samuel Reid), Ying Ying Li (Lin-Lin), Wade McCollum, Aedin Moloney (Suor Mary Michael), John O'Creagh (Ufficiale di Tammany Hall), Lucas Papaelias (Eldon Pouncey), Dorian Scarfi (Moisha), Zuzanna Szadkowski (Infermiera Pell), Dwayne Alistair Thomas, David Townsend, Chandler Williams (Nelson Epps).
- Ascolti USA: telespettatori 255 000[5]

## There Are Rules
- Titolo originale: There Are Rules
- Diretto da: Steven Soderbergh
- Scritto da: Jack Amiel e Michael Begler

### Trama
- Guest star: Jarlath Conroy (Ipnotizzatore), Colman Domingo (Dr. Russell Daniels), Chris Elliott (Ufficiale dell'Autorità Portuale), Linda Emond (Anne Chickering), Jennifer Ferrin (Abigail Alford), Arielle Goldman (Genevieve Everidge), John Hodgman (Dr. Henry Cotton), Ntare Guma Mbaho Mwine (D.W. Garrison Carr), Reg Rogers (Dr. Bertram Chickering, Sr.), Fred Weller (Signor Brockhurst).
- Altri interpreti: Annabelle Attanasio (Dorothy Walcott), Rebekah Brockman (Nettie), Melanie Brook (Frances), Jay Carrado (Uomo nella stanza di Zoya e Nika), Chelsea Clark (Vera), Roberto De Felice (Gino Petrizzi), Rocco Di Gregorio (Uomo del caseggiato), Rachel E. Farrar (Addetta alla reception del Knick), Andy Grotelueschen (Ipnotizzatore 2), Miranda Gruss (Zoya), Rebecca Gruss (Nika), Aedin Moloney (Suor Mary Michael), Lucas Papaelias (Eldon Pouncey), Jonathan Randall Silver (Inserviente del Mount Sinai Hospital), Zuzanna Szadkowski (Infermiera Pell), Ginger Taylor (Paziente).
- Ascolti USA: telespettatori 195 000[6]

## Williams and Walker
- Titolo originale: Williams and Walker
- Diretto da: Steven Soderbergh
- Scritto da: Jack Amiel e Michael Begler

### Trama
- Guest star: Jennifer Ferrin (Abigail Alford), Arielle Goldman (Genevieve Everidge), Ntare Guma Mbaho Mwine (D.W. Garrison Carr), Molly Price (Effie Barrow), Andrew Rannells (Frazier H. Wingo), Gary Simpson (Hobart Showalter), Frank Wood (Signor Havershorn), Perry Yung (Ping Wu), David Zimmerman (Ispettore Bradley).
- Altri interpreti: Happy Anderson (Jimmy), Jane Beaird (Miriam Elaine Roork), Michael Berresse (Rappresentante di Parke Davis), Rebekah Brockman (Nettie), Melanie Brook (Frances), Christina Clare (Addetta alla reception dell'ospedale), Chelsea Clark (Vera), Johanna Day (Eunice Showalter), Colman Domingo (Russell Daniels), Ylfa Edelstein (Infermiera Baker), Miranda Gruss (Zoya), Rebecca Gruss (Nika), Barrington Hinds (Williams), Kendell Hinds (Walker), Emily Kinney (Infermiera Daisy Ryan), Joe Lanza (Guardiano notturno), Jim Norton (Cameraman), Zachary Phillips (Wendell), Richard James Porter (Monsignor Joseph Mills Lawlor), Suzanne Savoy (Victoria Robertson), PJ Sosko (Ispettore dell'immigrazione), Zuzanna Szadkowski (Infermiera Pell), Erin Wilhelmi (Lottie).
- Ascolti USA: telespettatori 347 000[7]

## Not Well at All
- Titolo originale: Not Well at All
- Diretto da: Steven Soderbergh
- Scritto da: Steven Katz

### Trama
- Guest star: Jennifer Ferrin (Abigail Alford), Molly Price (Effie Barrow), Andrew Rannells (Frazier H. Wingo), Stephen Spinella (A.D. Elkins), Fred Weller (Signor Brockhurst), Frank Wood (Signor Havershorn), Perry Yung (Ping Wu).
- Altri interpreti: Annabelle Attanasio (Dorothy Walcott), Ken Barnett (Raphael Warren), Michael Berresse (Rappresentante di Parke Davis), Tom Brangle (Frank Moorhouse), Ylfa Edelstein (Infermiera Baker), Makenzie Leigh (Amy O'Connor), Angela McCluskey (Madam), Joseph McKenna (Pedinatore di Cornelia), Lucas Papaelias (Eldon Pouncey), Zachary Phillips (Wendell), Richard James Porter (Monsignor Joseph Mills Lawlor), Eugene Poznyak (Signor Dominczyk), Dieter Riesle (Dr. Adolf Warner), Alyson Schacherer (Gladys), Zuzanna Szadkowski (Infermiera Pell), David Townsend (Signor Stern), Emily Young (Myrtle).
- Ascolti USA: telespettatori 266 000[8]

## Do You Remember Moon Flower?
- Titolo originale: Do You Remember Moon Flower?
- Diretto da: Steven Soderbergh
- Scritto da: Jack Amiel e Michael Begler

### Trama
- Guest star: Tom Brangle (Frank Moorhouse), David Pittu (Dr. Phelps), Molly Price (Effie Barrow), Stephen Spinella (A.D. Elkins).
- Altri interpreti: Happy Anderson (Jimmy), Annabelle Attanasio (Dorothy Walcott), Ken Barnett (Raphael Warren), David Bluvband (Contabile del Metropolitan Club), Alfredo De Quesada (Madriz), Ylfa Edelstein (Infermiera Baker), Miranda Gruss (Zoya), Rebecca Gruss (Nika), Juan Carlos Infante (Soldato), Brian Kerwin (Corky), Thomas Kopache (Samuel Reid), Robert Robalino (Guida nicaraguense), Alexandra Roxo (Cate), Reza Salazar.
- Ascolti USA: telespettatori 199 000[9]

## This Is All We Are
- Titolo originale: This Is All We Are
- Diretto da: Steven Soderbergh
- Scritto da: Jack Amiel e Michael Begler

### Trama
- Guest star: Jennifer Ferrin (Abigail Alford), Arielle Goldman (Genevieve Everidge), Joe Hansard (Detective Tuggle), Brian Kerwin (Corky), David Pittu (Dr. Phelps), Frank Wood (Signor Havershorn).
- Altri interpreti: Happy Anderson (Jimmy), Johanna Day (Eunice Showalter), Ylfa Edelstein (Infermiera Baker), Andrew Rannells (Frazier H. Wingo), Ying Ying Li (Lin-Lin), Ciaran O'Reilly, Richard James Porter (Monsignor Joseph Mills Lawlor), Eugene Poznyak (Signor Dominczyk), Suzanne Savoy (Victoria Robertson), Gary Simpson (Hobart Showalter), Zuzanna Szadkowski (Infermiera Pell), Ginger Taylor (Paziente), Yaegel Welch.
- Ascolti USA: telespettatori 275 000[10]